# Juan Martín Trucco
Juan Martín Trucco (22 de enero de 1987, Tres Algarrobos, Provincia de Buenos Aires) es un piloto argentino de automovilismo de velocidad. Participó en diferentes categorías nacionales, la mayoría de rango promocional, entre ellas el Top Race Junior, la Copa Mégane, el Desafío Focus y el TC Pista. Durante su incursión en esta última, participó a bordo de un Dodge Cherokee formando su propia escudería, el JMT Motorsport. 
Debutó profesionalmente en el año 2006 en el TC Mouras a bordo de un Ford Falcon y a partir de allí comenzó su ascenso a las demás categorías de automovilismo del país. Asimismo, también fue campeón del Torneo Clausura 2006 del Desafío Focus y subcampeón del torneo nacional el mismo año. Fue subcampeón de TC Pista en 2010, lo que le valió el ascenso al Turismo Carretera. Debutó en el Turismo Carretera a bordo de un Torino Cherokee del equipo HAZ Racing Team, sin embargo perdió su puesto en el equipo por causa de una situación confusa entre los directivos de la escudería y los familiares del piloto. Finalmente, recalaría en el equipo de Rodolfo Di Meglio, quien pondría un Dodge Cherokee a su disposición.
Tras este torneo, Trucco continuaría confiando su carrera deportiva a Rodolfo Di Meglio, compitiendo un año más en 2012. Al mismo tiempo, durante el 2011 trabajó manteniendo en pista a su equipo incluyendo a su primo Juan Martin Tasabia, el JMT Motorsport, el cual participó ese año en el TC Pista, a través del piloto Germán Giles.

## Trayectoria
| Año  | Categoría                              | Automóvil           |
| ---- | -------------------------------------- | ------------------- |
| 2006 | TC Mouras                              | Ford Falcon         |
| 2006 | Desafío Focus, Campeón Torneo Apertura | Ford Focus I        |
| 2006 | Desafío Focus, Subcampeón Nacional     | Ford Focus I        |
| 2007 | Copa Mégane                            | Renault Mégane I    |
| 2007 | Top Race Junior                        | Chevrolet Vectra II |
| 2007 | Desafío Focus                          | Ford Focus I        |
| 2008 | Debut en TC Pista                      | Dodge Cherokee      |
| 2008 | Desafío Focus                          | Ford Focus I        |
| 2009 | TC Pista                               | Dodge Cherokee      |
| 2010 | Subcampeón TC Pista                    | Dodge Cherokee      |
| 2011 | Debut en Turismo Carretera             | Torino Cherokee     |
| 2011 | Debut en Turismo Carretera             | Dodge Cherokee      |
| 2011 | TC Mouras, Torneo de invitados         | Chevrolet Chevy     |
| 2012 | Turismo Carretera                      | Dodge Cherokee      |
| 2012 | TC Mouras, Torneo de invitados         | Ford Falcon         |
| 2012 | TC Mouras, Torneo de invitados         | Dodge Cherokee      |
| 2013 | Turismo Carretera                      | Dodge Cherokee      |
| 2013 | TC Mouras, Torneo de invitados         | Chevrolet Chevy     |
| 2014 | TC Mouras, Torneo de invitados         | Chevrolet Chevy     |
| 2014 | Turismo Carretera                      | Dodge Cherokee      |
| 2015 | Turismo Carretera                      | Dodge Cherokee      |
| 2016 | Turismo Carretera                      | Dodge Cherokee      |

2017
Turismo carretera 
Dodge
2018
Turismo carretera 
Dogde
2019 
Turismo carretera 
Dogde
2020 
Turismo Carretera
Dogde

## Palmarés
| Título     | Categoría                     | Automóvil      | Año  |
| ---------- | ----------------------------- | -------------- | ---- |
| Campeón    | Torneo Apertura Desafío Focus | Ford Focus I   | 2006 |
| Subcampeón | Torneo Nacional Desafío Focus | Ford Focus I   | 2006 |
| Subcampeón | TC Pista                      | Dodge Cherokee | 2010 |